# CANZUK

Membros do CANZUK e suas dependências

CANZUK é um acrônimo para a união política e econômica (em teoria) do Canadá, Austrália, Nova Zelândia e Reino Unido como parte de um organismo internacional de escopo semelhante à antiga Comunidade Econômica Europeia. Isso inclui o aumento do comércio, cooperação em política externa, cooperação militar e mobilidade dos cidadãos entre os quatro estados. A ideia é apoiada por várias organizações e grupos de reflexão, como a CANZUK International, o Instituto Adam Smith, a Henry Jackson Society e políticos dos quatro países.